# Jan Jaroszewicz
Jan Jaroszewicz (* 27. Mai 1903 in Mitau, Gouvernement Kurland, Russisches Kaiserreich; † 17. April 1980 in Kielce) war ein polnischer römisch-katholischer Geistlicher und Bischof von Kielce.

## Leben
Jan Jaroszewicz besuchte die Gymnasien in Mitau und ab 1915 in Tula. Später wurde er aus Sowjetrussland ausgewiesen. Von 1920 bis 1925 studierte Jaroszewicz Philosophie und Katholische Theologie am Priesterseminar in Kielce. Am 11. Oktober 1925 empfing er das Sakrament der Priesterweihe für das Bistum Kielce. Anschließend war er als Pfarrvikar in Staromieście tätig. 1927 wurde Jaroszewicz für weiterführende Studien an die Katholische Universität Lublin entsandt. Im Folgejahr wechselte er an die Universität Freiburg, an der er 1931 mit der Arbeit De dono perseverantiae finalis secundum doctrinam Sancti Thomae Aquinatis („Die Gabe der Beharrlichkeit bis ans Ende nach der Lehre des heiligen Thomas von Aquin“) zum Doktor der Theologie promoviert wurde.
1931 wurde Jaroszewicz Spiritual und Professor für Dogmatik am Priesterseminar in Kielce. Zusätzlich leitete er das Gebetsapostolat und die Marianische Kongregation im Bistum Kielce. Darüber hinaus wirkte er von 1935 bis 1941 als leitender Redakteur der Kirchenzeitung des Bistums Kielce und ab 1938 als Kirchlicher Assistent der Katholischen Aktion. Von 1939 bis 1945 war Jan Jaroszewicz Regens des Priesterseminars in Kielce und Pfarrer der Pfarrei Hl. Dreifaltigkeit. Danach lehrte er weiterhin Dogmatik am Priesterseminar. Daneben war er in der Redaktion der Zeitschrift Współczesnej Ambony („Zeitgenössische Kanzel“) tätig. Ab 1949 war Jaroszewicz Generalvikar des Bistums Kielce. Am 26. Mai 1950 verlieh ihm Papst Pius XII. den Titel Päpstlicher Hausprälat. Aufgrund seiner ablehnenden Haltung gegenüber dem kommunistischen Regime wurde Jan Jaroszewicz am 20. Januar 1951 gemeinsam mit Bischof Czesław Kaczmarek durch die polnische Geheimpolizei verhaftet. In der Folge wurde er zu einer vierjährigen Haftstrafe verurteilt, die er zunächst im Gefängnis Mokotów in Warschau und später in Goleniów verbrachte. Nachdem Jaroszewicz am 14. Januar 1955 freigelassen worden war, lehrte er wieder am Priesterseminar in Kielce. Das Amt des Generalvikars übte er aus Angst vor erneuten staatlichen Repressalien nur heimlich aus. Vom 4. August 1955 bis zum 2. April 1957 fungierte er als Kapitularvikar für die Zeit der fortdauernden Inhaftierung von Bischof Czesław Kaczmarek.
Am 10. Dezember 1957 ernannte ihn Papst Pius XII. zum Titularbischof von Letopolis und zum Weihbischof in Kielce. Der Bischof von Kielce, Czesław Kaczmarek, spendete ihm am 11. Februar 1958 in der Kathedrale von Kielce die Bischofsweihe; Mitkonsekratoren waren der Bischof von Łódź, Michał Klepacz, und der Bischof von Lublin, Piotr Kałwa. Jan Jaroszewicz nahm an der zweiten, dritten und vierten Sitzungsperiode des Zweiten Vatikanischen Konzils teil. Nach dem Tod von Bischof Czesław Kaczmarek leitete Jaroszewicz ab dem 13. September 1963 das Bistum Kielce für die Zeit der Sedisvakanz als Apostolischer Administrator.
Papst Paul VI. bestellte ihn am 20. März 1967 zum Bischof von Kielce. Jan Jaroszewicz starb am 17. April 1980 und wurde in der Krypta der Kathedrale von Kielce beigesetzt.

## Schriften
- De dono perseverantiae finalis secundum doctrinam Sancti Thomae Aquinatis. Kielce 1932, OCLC 878328895.
- Sakrament ducha i mocy. Księgarnia „Jedność“, Kielce 1949, OCLC 836537631.
- Kilka uwag o apostolstwie dnia powszedniego w oświetleniu nauki o Ciele Mistycznym Chrystusa. Jasna Góra 1957, OCLC 804001091.
- Bądźcie mocni w Panu. Rozważania dla zakonnic. Akademia Teologii Katolickiej, Warschau 1979, OCLC 830236390.